# 勸善懲惡協會 (沙烏地阿拉伯)
勸善懲惡協會（阿拉伯语：‎），又譯揚善抑惡局，是沙烏地阿拉伯實施伊斯蘭教法的宗教警察（穆塔韦）组织。
勸善懲惡協會成立于1940年，大約3,500名成員，還有更多的志願者在街上巡邏，執行著裝規範，嚴格分離男性和女性，督促穆斯林在祈禱時間做禮拜和其他行為。在2007年改革前，揚善抑惡局具有廣泛的權力，他們都拿著細木手杖，有權逮捕和審訊嫌疑人。2010年，沙特阿拉伯的宗教警察起訴嫌疑人超過250萬人。
2016年4月，沙特阿拉伯王国决定撤销该组织实施伊斯兰教法的宗教警察权力。

## 執法
- 確保毒品和酒精不被交易
- 檢查婦女是否穿傳統的包絡黑色斗篷
- 確保没夫妻關係的男女分隔
- 確保婦女不要在公共場所吸煙
- 防止從事“無聊” 的西方風俗，如情人節。